# Osvaldo Rodríguez (cầu thủ bóng đá)
Osvaldo Roberto Rodríguez Flores (sinh ngày 17 tháng 12 năm 1990) là một cầu thủ bóng đá người Costa Rica thi đấu ở vị trí tiền vệ chạy cánh phải cho Santos de Guápiles.

## Sự nghiệp câu lạc bộ
Rodríguez khởi đầu sự nghiệp tại câu lạc bộ quê nhà Santos de Guápiles và gia nhập Alajuelense năm 2014.

## Sự nghiệp quốc tế
Rodríguez có màn ra mắt cho Costa Rica vào tháng 1 trong trận đấu tại Cúp bóng đá Trung Mỹ 2013 trước Belize và tính đến tháng 6 năm 2014, anh có tổng cộng 11 lần ra sân, không ghi được bàn nào. Anh đại diện quốc gia trong một trận đấu tại Vòng loại giải vô địch bóng đá thế giới và anh từng thi đấu tại Cúp bóng đá Trung Mỹ 2013 và Cúp Vàng CONCACAF 2013.